# Diderich Hegermann

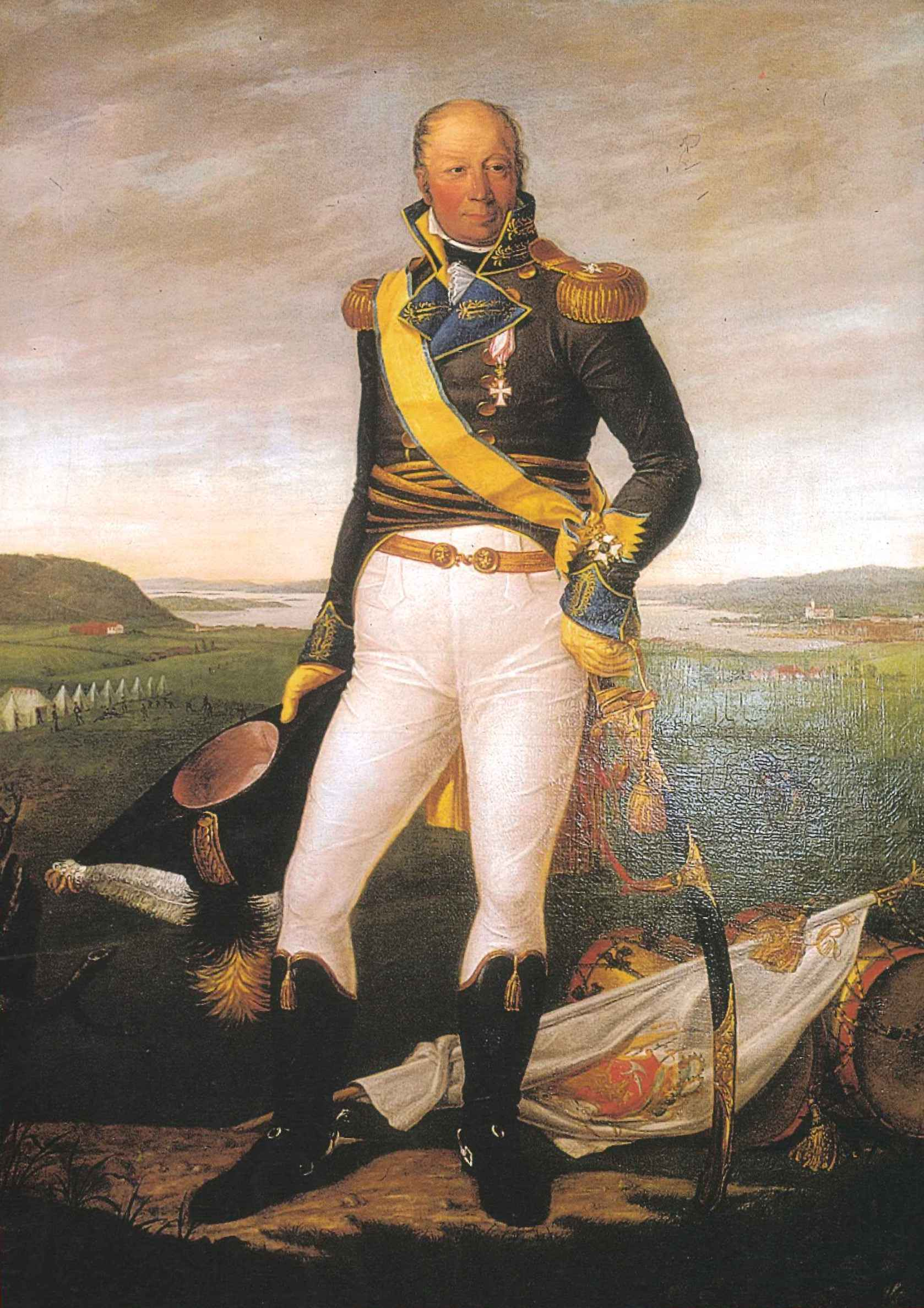
Diderich Hegermann i generalsuniform, med Dannebrogorden på bröstet och Svärdsordens band över axeln. Vid hans fötter ligger trummor och en fana med Norges riksvapen och Karl XIII:s namnchiffer. Målningen av Jacob Munch.

Diderich Hegermann, född den 6 december 1763 i Altona, död den 7 februari 1835 i Kristiansand, var en norsk general. Han var farbror till Cai Hegermann-Lindencrone.

## Biografi
Hegermann ingick 1776 i landkadettkåren i Köpenhamn och utnämndes 1786 till sekundlöjtnant vid kåren. 1790 transporterades han som kompanichef till Norge, varest han tillika blev "anden officer" vid den matematiska skolan i Kristiania. Förnämligast genom H:s verksamhet ombildades denna till "det norske militaire institut", vars chef han blev, med majors rang. 1812 utnämndes han till överste och chef för det oplandske regiment och representerade detta vid riksförsamlingen på Eidsvold 1814. Där var han en verksam medlem av konstitutionskommittén, och den slutliga redaktionen av Grundlovens § 112 (om grundlagsändringar) lär härröra från honom. Under vapenstilleståndet med Sverige uppehöll han sig som kommissarie i svenska högkvarteret i Fredrikshald. I november 1814 utnämndes han till generalmajor samt statsråd och chef för armédepartementet. 1816 tog han avsked från alla sina ämbeten och bosatte sig (genom gifte rik) som bruksägare i Kristiansand. Han utgav Den norske militaire mathematiske skoles historie (1796). Till hans minne restes 1841 utanför krigsskolan en 6 m. hög obelisk av sten.

## Utmärkelser[1]
- Dannebrogorden
- Kommendör med stora korset av Svärdsorden